# Beaumaris
Beaumaris est une communauté du pays de Galles, au nord-est de l'île et du comté d'Anglesey.

## Histoire
La ville est célèbre pour son château fort : le château de Beaumaris.
Le nom de la ville vient du franco-normand Beau Mareys (Beau Marais).

## Personnalité
Le mathématicien Neil Sloane y est né en 1939.